# ميخائيل فريمان (جراح)
ميخائيل فريمان (بالإنجليزية: Michael Freeman)‏ هو جراح بريطاني، ولد في 17 يناير 1931، وتوفي في 14 سبتمبر 2017.